# Lentocerus dentatus
Lentocerus dentatus är en stekelart som beskrevs av Zhiming Dong och Naito 1999. Lentocerus dentatus ingår i släktet Lentocerus och familjen brokparasitsteklar. Inga underarter finns listade i Catalogue of Life.